# Гельман, Израиль Григорьевич
Гельман, Израиль Григорьевич (1881, Одесса — 1937, Москва) — российский и советский врач, специалист в области профессиональной медицины и гигиены труда. Социал-демократ, участник революционного движения в России.

## Биография
Родился в 1881 году в Одессе в семье торгового служащего, происходившего из Новоушицкого уезда Подольской губернии. В 1900 году окончил Одесскую классическую гимназию.
Ещё период учёбы начал участвовать в работе социал-демократических кружков, привлекался к ответственности за участие в революционной деятельности. В 1901 году был на два года выслан в Баюканы — тогда пригород Кишинёва — под полицейский надзор по обвинению в подстрекательстве к забастовке кондукторов одесского трамвая. 11 сентября 1901 года организовал демонстрацию на Кишиневском вокзале, за что был арестован, содержался под стражей и был отдан под особый надзор полиции. По высочайшему распоряжению от 7 мая 1903 года подлежал высылке на пять лет в Восточную Сибирь, однако бежал за границу.
Провел два года в Париже и Женеве, где примкнул к искровцам. В 1904 году получил задание при содействии Виктора Адлера переправить литературу для Кишиневской социал-демократической организации. В том же году был направлен для подпольной работы в социал-демократическую организацию Ростова-на-Дону, после её разгрома и деконспирации во второй половине года бежал в Харьков, где стал членом местного комитета РСДРП. После провала в начале 1905 года переехал в Киев, где работал в составе меньшевистского Киевского комитета РСДРП. В 1904—1905 годах сотрудничал с «Искрой», к тому времени ставшей меньшевистской, колеблясь между большевиками и меньшевиками. В 1905 году был арестован в Киеве и пробыл в тюрьме до амнистии в октябре того же года.
После освобождения вернулся в Одессу и поступил на медицинский факультет Одесского университета. В 1905—1906 годах был членом «Центрального органа» студентов университета от социал-демократов, участвовал студенческих забастовках и митингах, организации кружков самообороны и другой революционной деятельности, был пропагандистом социал-демократической организации Пересыпского района под псевдонимом «Алексей».
Осенью 1906 года переехал в Москву. Перейдя на легальное положение, поступил на медицинский факультет Московского университета, который окончил в 1910 году. После 1907 года отошел от революционной деятельности и участвовал только в одобренных мероприятиях: студенческих собраниях и Пироговском съезде.
После Февральской революции вступил в Московскую организацию меньшевиков. Был товарищем председателя Пятницкой районной думы, участвовал в работе Государственного совещания. С меньшевиками разошелся в оценке Октябрьской революции и в 1925 году, уже не занимаясь политикой, опубликовал в «Известиях ЦИК» заявление об окончательном разрыве с меньшевизмом.
С 1919 по 1923 год заведовал жилищно-санитарным подотделом Народном комиссариате здравоохранения РСФСР. В 1923 году стал заведующим клиникой Института профессиональных болезней имени Обуха (сегодня ФГБНУ «Научно-исследовательский институт медицины труда имени академика Н. Ф. Измерова»), а с 1931 года и профессором Центрального института усовершенствования врачей (впоследствии Российская медицинская академия непрерывного профессионального образования).
Умер в 1937 году в Москве, похоронен на Новодевичьем кладбище (3 участок, 62 ряд, 24 место).

## Научная деятельность
Интересовался широким кругом вопросов, связанных с профессиональной медициной и гигиеной труда. Занимался организацией санитарной инспекции жилого фонда, пульмонологическими, кардиологическими и токсикологическими аспектами профессиональной деятельности, курортной медициной. В 1923 году опубликовал одно из первых в СССР исследований сексуальной сферы трудящихся («Половая жизнь современной молодежи: Опыт социально-биологического обследования»), выдержавшее два издания.
Участвовал в разработке различных санитарных норм, пособий, методик для работников санитарного просвещения. Внедрял зарубежный опыт, переводил и адаптировал иноязычную медицинскую литературу, в частности Industrial Medicine and Surgery американского хирурга Гарри Эдгара Мока и Der Gewerbearzt немецкого патолога Теодора Зоммерфельда.

## Избранные труды
- И. Г. Гельман. Женские болезни и общественные меры борьбы с ними / С предисл. д-ра Ф. М. Блюменталя. — Москва: Книжный магазин «Наука», 1912. — 71 с.
- Гельман И. Г. Нормы планировки. — Москва: Типография МКХ, 1922. — 16 с.
- Гельман И. Г. Санитарный строй Англии; Центральная организация здравоохранения в Англии. — Москва:: Типолит. 6-я «Транспечати» НКПС, 1924. — С. 10.
- Гельман И. Г. Половая жизнь современной молодежи : Опыт социально-биол. обследования. — Москва, Петербург: Государственное издательство, 1923. — 150 с. (переиздана в 1925 году)
- Гельман И. Г. Труд, утомление и отдых. — Москва: Издательство ВЦСПС, 1925. — 42 с.
- Гельман И. Г. Эссенциальная гипертония : Патогенез, клиника и терапия; Ин-т по изучению профессиональных болезней им. В. А. Обуха. — Москва: Издательство Мосздравота, 1927. — 197 с.
- Гельман И. Г. Введение в клинику профессиональных отравлений; Ин-т по изучению профес. болезней им. В. А. Обуха. — Москва: Издательство Мосздравотдела, 1929. — 296 с.
- Гельман И. Г. Важнейшие заболевания сердца и сосудов, их место в заболеваемости рабочих и их трудовая прогностика. — Москва: Государственное медицинское издательство, 1932. — 51 с.
- Гельман И. Г. Затяжные субфебрильные состояния : (Клиника, патогенез, дифференциация и труд. оценка). — Москва: Государственное медицинское издательство, 1932. — 28 с.